# Amarens
Amarens (en francès Amarens) és un municipi occità, situat al departament del Tarn i a la regió d'Occitània.

## Demografia
| 1846                                       | 1962 | 1968 | 1975 | 1982 | 1990 | 1999 | 2006 | 2017 |
| ------------------------------------------ | ---- | ---- | ---- | ---- | ---- | ---- | ---- | ---- |
| 189                                        | 97   | 78   | 88   | 66   | 70   | 78   | 68   | 68   |
| Des de 1962: població sense dobles comptes |      |      |      |      |      |      |      |      |

## Administració
| Període | Identitat       | Partit |
| ------- | --------------- | ------ |
| 2001-   | Patrick Montels |        |